# Sixth Sense (chương trình truyền hình)
Sixth Sense (tiếng Hàn: 식스센스; Hanja: 第六感; Romaja: Sikseusenseu; McCune–Reischauer: Shiksŭsensŭ) là chương trình truyền hình Hàn Quốc được phát sóng trên tvN, từ ngày 3 tháng 9 đến ngày 29 tháng 10 năm 2020, thứ Năm hàng tuần lúc 20:40 (KST), và từ ngày 25 tháng 6 đến ngày 24 tháng 9 năm 2021, vào thứ Sáu hàng tuần với cùng khung giờ cho mùa hai.
Vào ngày 27 tháng 12 năm 2021, đã có thông báo rằng mùa ba sẽ bắt đầu quay vào tháng 2 năm 2022 với kế hoạch phát sóng vào nửa đầu năm 2022.

## Tổng quan
Trong mỗi tập, các thành viên cùng với một khách mời (được gọi là Sixth Man) sẽ đến thăm ba địa điểm (hoặc con người) khác nhau chẳng hạn như những nhà hàng đang hot gần đây, những địa điểm là trung tâm của xu hướng hoặc những người đang thu hút sự chú ý của giới trẻ. Một trong ba địa điểm (hoặc con người) hoàn toàn được chế tạo từ đầu bởi đội ngũ sản xuất, và các thành viên và Sixth Man phải tìm ra cái nào là hoàn toàn bịa đặt, bằng cách sử dụng "giác quan thứ sáu" của họ để phân tích mọi chi tiết của cả ba.
Những người bỏ phiếu chọn đúng sẽ chia 6 quả hồng vàng cho nhau để làm giải thưởng và những người còn lại không bỏ phiếu chọn đúng sẽ chọn một người trong số họ để chịu hình phạt, đó là xuất hiện ở phần mở đầu tập tiếp theo mà không có lông mày (nếu Sixth Man được chọn, họ sẽ đăng ảnh không có lông mày của mình trên mạng xã hội). Nếu chỉ một người đoán đúng thì sẽ không có quả hồng vàng nào.
Đối với mùa 2, một số thay đổi đã được thực hiện:
- Người bỏ phiếu chọn đúng mỗi người sẽ nhận được 1 quả hồng vàng.
- (Những) thành viên giành được chiến thắng nhiều tập nhất sẽ nhận được giải thưởng lớn vào cuối mùa.
- Sẽ không có hình phạt nào được đưa ra.

## Thành viên
| Thành viên            | Ngày sinh         | Nghề nghiệp                                      |
| --------------------- | ----------------- | ------------------------------------------------ |
| Yoo Jae-suk           | 14 tháng 8, 1972  | Người dẫn chương trình, diễn viên hài, diễn viên |
| Oh Na-ra              | 26 tháng 10, 1974 | Nữ diễn viên truyền hình và điện ảnh, giáo sư    |
| Lee Sang-yeob (mùa 2) | 8 tháng 5, 1983   | Diễn viên                                        |
| Jeon So-min           | 7 tháng 4, 1986   | Diễn viên, người mẫu, tác giả, nhạc sĩ           |
| Jessi                 | 17 tháng 12, 1988 | Rapper, ca sĩ, nhạc sĩ, vũ công                  |
| Mijoo (Lovelyz)       | 23 tháng 9, 1994  | Ca sỹ, vũ công, người dẫn chương trình           |

## Tập
| Mùa | Mùa | Số tập | Số tập | Số tập | Số tập | Số tập | Số tập | Số tập | Số tập | Số tập | Số tập | Số tập | Số tập | Số tập | Số tập | Trung bình |
| Mùa | Mùa | 1      | 2      | 3      | 4      | 5      | 6      | 7      | 8      | 9      | 10     | 11     | 12     | 13     | 14     | Trung bình |
| --- | --- | ------ | ------ | ------ | ------ | ------ | ------ | ------ | ------ | ------ | ------ | ------ | ------ | ------ | ------ | ---------- |
|     | 1   | 865    | 709    | 777    | 614    | 895    | 681    | 874    | 922    | N/A    | N/A    | N/A    | N/A    | N/A    | N/A    | 792        |
|     | 2   | 817    | 730    | 696    | 765    | 972    | 956    | 580    | 1047   | 993    | 992    | 798    | 856    | 871    | 875    | 853        |

### Mùa 1 (2020)
- Trong bảng dưới đây, số màu xanh chỉ tỷ lệ người xem thấp nhất và số màu đỏ chỉ tỷ lệ người xem cao nhất.

| Tập | Ngày phát sóng | Khách mời (Sixth Man)  | Chủ đề | Kết quả | Tỷ suất người xem (Nielsen Hàn Quốc) | Tỷ suất người xem (Nielsen Hàn Quốc) | Ghi chú       |
| Tập | Ngày phát sóng | Khách mời (Sixth Man)  | Chủ đề | Kết quả | Toàn quốc                            | Khu vực thủ đô Seoul                 | Ghi chú       |
| --- | -------------- | ---------------------- | --- | --- | ------------------------------------ | ------------------------------------ | ------------- |
| 1   | 3 tháng 9      | Lee Sang-yeob          | Nhà hàng độc đáo 1. Nhà hàng Mart 2. Nhà hàng ramyeon Dak-bokkeum-tang chỉ hoạt động 1 giờ mỗi ngày 3. ₩ 1.000.000 yên mỗi bữa Nhà hàng VVIP hansik                                                                        | # 2 là nhà hàng độc đáo giả Jeon So-min và Lee Sang-yeob thắng được 3 quả hồng vàng mỗi người Jessi được chọn là người bị phạt                       | 3.219%                               | 3.768%                               | [ 10 ]        |
| 2   | 10 tháng 9     | Hwang Kwang-hee (ZE:A) | CEO tự lập ₩ 10.000.000.000 1. CEO công ty trò chơi điện tử 2. CEO công ty pizza 3. CEO công ty thời trang | # 1 là CEO giả Yoo Jae-suk và Jessi thắng được 3 quả hồng vàng mỗi người Jeon So-min được chọn là người bị phạt                                      | 2.876%                               | 3.481%                               | [ 11 ]        |
| 3   | 17 tháng 9     | Kim Min-seok           | Nhà hàng gà rán độc đáo 1. Đĩa gà (gồm mỗi phần của gà) 2. Gà rán sô cô la 3. Gà rán bằng rô bốt | # 1 là nhà hàng gà rán độc đáo giả Oh Na-ra, Jeon So-min, Jessi và Mijoo hắng được 1 quả hồng vàng mỗi người Kim Min-seok được chọn là người bị phạt | 2.798%                               | 3.356%                               | [ 12 ]        |
| 4   | 24 tháng 9     | Lee Sang-woo           | Tập luyện toàn cầu độc đáo 1. Tập luyện cổ xưa của Ba Tư 2. Tập luyện truyền thống của bộ tộc Nepal 3. Tập luyện nhảy từ Thụy Sĩ                                                                                           | # 1 là bài tập luyện toàn cầu độc đáo giả Yoo Jae-suk, Jessi và Mijoo thắng được 2 quả hồng vàng mỗi người Oh Na-ra được chọn là người bị phạt       | 2.341%                               | 2.764%                               | [ 13 ]        |
| 5   | 8 tháng 10     | Jang Dong-yoon         | Nhà hàng độc đáo 2 1. Nhà hàng phục vụ món Jjamppong với giá 100.000 yên một tô 2. Nhà hàng thịt nướng Hàn Quốc cao cấp cung cấp buổi biểu diễn cắt heo nguyên con 3. Nhà hàng phục vụ cá đối cao 40 cm                    | #2 nhà hàng độc đáo giả Jeon So-min, Jessi, Mijoo và Jang Dong-yoon thắng được 1 quả hồng vàng mỗi người Oh Na-ra được chọn là người bị phạt         | 3.269%                               | 3.810%                               | [ 14 ] [ b ]  |
| 6   | 15 tháng 10    | Jung Yong-hwa (CNBLUE) | Nhà sưu tập độc đáo 1. Nhà sưu tập xe hơi 2. Nhà sưu tập gói Ramyeon 3. Nhà sưu tập Suiseki | #3 là nhà sưu tập độc đáo giả Không có quả hồng vàng nào được tặng Jung Yong-hwa được chọn là người bị phạt                                          | 2.747%                               | 2.922%                               | [ 5 ]         |
| 7   | 22 tháng 10    | Kim Young-kwang        | Nhà hàng độc đáo 3 (Có nhà hàng nào như thế này trên thế giới không?) 1. Nhà hàng phục vụ "bất cứ điều gì người ta nói" 2. Nhà hàng Trung Quốc với nhiều chủ đề kể chuyện khác nhau 3. Quán cà phê phục vụ bữa ăn đặc biệt | #1 nhà hàng độc đáo giả Yoo Jae-suk, Jessi và Kim Young-kwang thắng được 2 quả hồng vàng mỗi người Jeon So-min được chọn là người bị phạt            | 3.239%                               | 4.089%                               | [ 16 ]        |
| 8   | 29 tháng 10    | Cha Tae-hyun           | Nhà hàng độc đáo 4 (Đây có phải là nhà hàng không?) 1. Nhà hàng nơi một người dùng bữa phía trên thủy cung 2. Nhà hàng tại gia nằm cách đường tàu 3 giây đi bộ 3. Nhà hàng với chủ đề tàu lượn siêu tốc                    | #3 nhà hàng độc đáo giả Jessi và Cha Tae-hyun thắng được 3 quả hồng vàng mỗi người Các hành viên còn lại để thực hiện hình phạt (phiên bản CG)       | 3.339%                               | 4.327%                               | [ 17 ] [ 18 ] |

### Mùa 2 (2021)
- Trong bảng dưới đây, số màu xanh chỉ tỷ lệ người xem thấp nhất và số màu đỏ chỉ tỷ lệ người xem cao nhất.

| Tâp | Ngày phát sóng | Khách mời (Sixth Man)        | Chủ đề | Kết quả                                                                                   | Tỷ suất người xem (Nielsen Hàn Quốc) | Tỷ suất người xem (Nielsen Hàn Quốc) | Ghi chú             |
| Tâp | Ngày phát sóng | Khách mời (Sixth Man)        | Chủ đề | Kết quả                                                                                   | Toàn quốc                            | Khu vực thủ đô Seoul                 | Ghi chú             |
| --- | -------------- | ---------------------------- | --- | ----------------------------------------------------------------------------------------- | ------------------------------------ | ------------------------------------ | ------------------- |
| 1   | 25 tháng 6     | On Joo-wan                   | Một cái giá như thế này trên thế giới? 1. Canh gà (Baeksuk) có giá 100.000.000 won 2. Bánh kem thịt bò Hanwoo tươi sống có giá 320.000 won 3. Set đồ ăn nhẹ (Bunsik) ở khách sạn có giá 160.000 won | #3 là nhà hàng giả Jeon So-min, Jessi và Mijoo chiến thắng                                | 2.736%                               | 3.011%                               | [ d ] [ 20 ]        |
| 2   | 2 tháng 7      | —                            | Một nhà hàng như thế này ở giữa Seoul? Nhà hàng với ý tưởng sáng tạo 1. Nhà hàng phục vụ rau thủy canh do chính tay bạn trồng 2. Nhà hàng dùng bữa một mình với món ăn Hàn Quốc kiểu Pháp 3. Nhà hàng 3D mapping | #2 là nhà hàng giả Yoo Jae-suk, Jeon So-min và Jessi chiến thắng                          | 2.767%                               | 3.509%                               | [ 21 ]              |
| 3   | 9 tháng 7      | Kai (EXO)                    | Đánh bại cuộc thi 100:1 để ăn! 1. Nhà hàng đồ ăn Hàn Quốc dành cho gia đình phải đặt chỗ trước 1 tháng 2. Nhà hàng cá đối đặc sản Jeju thu hút khách xếp hàng dài 1 tiếng trước khi mở cửa 3. Nhà hàng mì udon do một người làm chủ, thậm chí còn thu hút người nước ngoài đến nếm thử                                  | #2 là nhà hàng giả Yoo Jae-suk, Jeon So-min, Jessi và Mijoo chiến thắng                   | 2.532%                               | 2.735%                               | [ e ] [ 22 ]        |
| 4   | 16 tháng 7     | Ha Seok-jin                  | Những vận mệnh thú vị đáng biết 1. Thầy bói duy nhất của Hàn Quốc vẽ biểu đồ cuộc đời 2. Một thầy phù thủy tân binh từng là thiên tài âm nhạc của một trường đại học danh tiếng 3. Thầy bói có thể xem bói dựa trên bàn chân của đối tượng                                                                              | #3 là thầy bói giả Yoo Jae-suk, Oh Na-ra, Jeon So-min, Jessi và Lee Sang-yeob chiến thắng | 3.035%                               | 3.184%                               | [ f ] [ 23 ]        |
| 5   | 23 tháng 7     | Junho (2PM)                  | Thực đơn này, không phải là nó thật điên rồ sao? 1. Làm lại bàn ăn của Vĩ nhân 2. Bánh hamburger chiên 3. Đá bào cá bơn rau mùi và pasta ruột cá hố lên men | #1 là cửa hàng giả Yoo Jae-suk, Jessi, Lee Sang-yeob và Junho chiến thắng                 | 3.272%                               | 3.732%                               | [ g ] [ 24 ]        |
| 6   | 30 tháng 7     | Mamamoo (Solar, Moonbyul)    | Thay đổi cuộc sống bằng đồ ăn, những triệu phú bình thường 1. Bán 2000 Tteok-galbi nhà làm mỗi ngày với doanh thu 10 triệu won 2. Cửa hàng bán bánh gạo kết hợp đem lại cơn sốt trên mạng xã hội kiếm tỷ won mỗi năm 3. Cửa hàng bán Yukjeon gimbap to bằng cánh tay của một người với doanh thu 50 triệu won mỗi tháng | 3 là cửa hàng giả Oh Na-ra, Jeon So-min, Jessi, Solar và Moonbyul chiến thắng             | 3.435%                               | 3.741%                               | [ h ] [ 25 ]        |
| 7   | 6 tháng 8      | Heo Ung, Heo Hoon            | Hương vị của mùa hè xua tan đi cái nóng! Thực phẩm bổ dưỡng kỳ lạ 1. Samgye-tang nướng đầu tiên được cấp bằng sáng chế trên thế giới 2. Nhà hàng cơm cá thơm duy nhất ở Seoul 3.Menu thay đổi theo thời tiết! Bữa ăn thực phẩm bổ dưỡng với dược liệu đông y                                                            | #2 là nhà hàng giả Jessi, Mijoo và Lee Sang-yeob chiến thắng                              | 2.074%                               | 1.937%                               | [ i ] [ 26 ]        |
| 8   | 13 tháng 8     | Kim Sung-cheol               | Có loại công việc này trên thế giới! 1. Giáo sư Tteokbokki 2. Nhân viên thu thập nước tiểu ngựa 3. Bộ điều khiển độ khó của phòng thoát hiểm | #3 là công việc giả Oh Na-ra, Jessi, Mijoo và Lee Sang-yeob chiến thắng                   | 3.381%                               | 3.741%                               | [ 27 ] [ 28 ]       |
| 9   | 20 tháng 8     | Jee Seok-jin, Jo Se-ho       | Lạnh đến tận bên trong! Thổi bay cơn nóng với món đặc biệt Cold Noodles 1. Patbing Kong-guksu 2. Cold Jajangmyeon 3. Naengmyeon cocktail | #2 là nhà hàng giả Yoo Jae-suk, Oh Na-ra, Jeon So-min, Mijoo và Jee Seok-jin chiến thắng  | 3.314%                               | 3.799%                               | [ j ] [ 29 ] [ 30 ] |
| 10  | 27 tháng 8     | Chae Jong-hyeop, Nam Ji-hyun | Vị cay khiến chúng ta thèm thuồng! Sự cám dỗ của gia vị đỏ 1. Gà om cua với bột ớt cay nhất Hàn Quốc Dak-bokkeum-tang 2. Nhà hàng thịt heo tomahawk cay 3. Mì udon đậu hủ mềm với dầu ớt cay dùng lửa đấu lửa | #2 là nhà hàng giả Yoo Jae-suk, Oh Na-ra, Jeon So-min, Jessi và Lee Sang-yeob chiến thắng | 3.142%                               | 3.484%                               | [ k ] [ 31 ]        |
| 11  | 3 tháng 9      | Gray, Loco                   | Hãy hỏi bất cứ điều gì ~ Những chuyên gia tư vấn kỳ lạ đặc biệt 1. Chẩn đoán cuộc sống chỉ bằng màu sắc! 2. Chữa bệnh thông qua khiêu vũ và nghệ thuật 3. Chuyên gia biểu cảm khuôn mặt, người phân tích các vấn đề của các cặp đôi đã kết hôn và đang hẹn hò                                                           | #1 là nhà tư vấn giả Oh Na-ra, Jessi, Mijoo và Loco chiến thắng                           | 2.724%                               | 3.018%                               | [ 32 ]              |
| 12  | 10 tháng 9     | Lee Sang-yi                  | Hãy tận mắt nếm trải những hình ảnh hương vị điên cuồng này thật đặc biệt 1. Nhà hàng ăn uống Hansik kết nối quá khứ và hiện tại 2. Nhà hàng phục vụ món ăn Trung Quốc đã được đưa vào Sách hướng dẫn Michelin trong 2 năm liên tiếp 3. Nhà hàng phục vụ bữa ăn tráng miệng theo mùa                                    | #2 là nhà hàng giả Yoo Jae-suk, Oh Na-ra, Jeon So-min và Jessi chiến thắng                | 2.930%                               | 3.230%                               | [ l ] [ 33 ]        |
| 13  | 17 tháng 9     | Key (Shinee)                 | Những người đọc số phận 1. Nhà sinh lý học cũng được báo chí nước ngoài ghé thăm 2. Chuyên gia phong thủy mở đường cho vận may 3. Người đổi tên ngăn cản ly hôn nhờ đổi tên | #2 là nhân viên giả Yoo Jae-suk, Oh Na-ra, Jeon So-min, Jessi, Mijoo và Key chiến thắng   | 3,265%                               | 3,495%                               | [ 34 ]              |
| 14  | 24 tháng 9     | Ahn Bo-hyun                  | Ngôi nhà chế tạo 1. Dieter giảm 70 kg trong 4 tháng 2. Quán cà phê không có người điều hành 3. Một trong ba bức tranh là bịa đặt 4. Bánh mì kẹp thịt làm thủ công với doanh thu hàng ngày là 6.000.000 yên 5. Con gái 18 tuổi và người mẹ lớn tuổi - 48 tuổi                                                            | #2 và #4 là giả Không có người chiến thắng                                                | 2,827%                               | 3,013%                               | [ m ] [ 2 ] [ 35 ]  |

## Giải thưởng và đề cử
| Năm  | Giải thưởng                                | Hạng mục                                       | Người nhận  | Kết quả   | Tham khảo |
| ---- | ------------------------------------------ | ---------------------------------------------- | ----------- | --------- | --------- |
| 2021 | Giải thưởng nghệ thuật Baeksang lần thứ 57 | Giải thưởng lớn (Daesang) dành cho truyền hình | Yoo Jae-suk | Đoạt giải | [ 36 ]    |
| 2021 | Giải thưởng nghệ thuật Baeksang lần thứ 57 | Người biểu diễn tạp kỹ xuất sắc nhất – Nam     | Yoo Jae-suk | Đề cử     | [ 36 ]    |